# Esperanza (Masbate)
Esperanza is een gemeente in de Filipijnse provincie Masbate op het gelijknamige eiland Masbate. Bij de census van 2020 telde de gemeente bijna 18 duizend inwoners.

## Geografie

### Bestuurlijke indeling
Esperanza is onderverdeeld in de volgende 20 barangays:
| - Agoho - Almero - Baras - Domorog - Guadalupe - Iligan - Labangtaytay - Labrador - Libertad - Magsaysay | - Masbaranon - Poblacion - Potingbato - Rizal - San Roque - Santiago - Sorosimbajan - Tawad - Tunga - Villa |

### Bevolkingsgroei
Esperanza had bij de census van 2020 een inwoneraantal van 17.534 mensen. Dit waren 1.034 mensen (-5,57%) minder dan bij de vorige census van 2015. Ten opzichte van de census van 2000 was het aantal inwoners gegroeid met 1.325 mensen (8,17%). De gemiddelde jaarlijkse groei in die periode kwam daarmee uit op 0,39%, hetgeen lager was dan het landelijk jaarlijks gemiddelde over deze periode (1,79%).

De bevolkingsdichtheid van Esperanza was ten tijde van de laatste census, met 17.534 inwoners op 67,49 km², 259,8 mensen per km².